# Мацей Хреняк
Мацей Хреняк (пол. Maciej Hreniak, 3 травня 1989) — польський плавець.
Учасник Олімпійських Ігор 2008 року.
Чемпіон світу з плавання серед юніорів 2006 року.